# 北岡伸一
北岡伸一（1948年4月20日—），是一位日本的歷史學者與政治學者，奈良县吉野町人。

## 簡歷
北岡伸一1971年畢業於東京大學法學系，1976年完成東大法律研究所博士課程取得博士學位。76年起於立教大學擔任講師，1997年任東大法學系教授，2004年任日本常駐聯合國副代表。2012年4月擔任政策研究大學院大學教授，同年10月起擔任国际大学校長。

## 荣誉

### 日本勋章奖章
- 紫绶褒章（2011年）

### 外国勋章奖章
- 国家南十字星指挥官勋章（葡萄牙語：Ordem Nacional do Cruzeiro do Sul）（巴西，2022年3月7日于东京颁发[3]）